# Beato Amico
Amico (fl. XI secolo) è stato un vescovo italiano.
Amico fu vescovo di Savona nel 1049. Non si conosce la data di morte, ma fu certamente considerato uomo pio e devoto, tanto che dai suoi contemporanei fu soprannominato "beato". Riorganizzò i canonici della cattedrale in una comunità religiosa con diritto di riscuotere la decima sia a Savona che a Noli.